# Steffen Lie Skålevik
Steffen Lie Skålevik (Sotra, 31 gennaio 1993) è un calciatore norvegese, attaccante dell'Åsane.

## Carriera

### Club
Lie Skålevik è cresciuto nelle giovanili dell'Øygard, prima di trasferirsi al Sotra. Nel 2012 è stato ingaggiato dal Brann, per cui inizialmente ha giocato nelle giovanili e, successivamente, è stato aggregato in prima squadra: il 1º maggio 2013 si è accomodato in panchina in occasione della sfida valida per il secondo turno del Norgesmesterskapet vinta per 1-6 in casa dell'Øystese.
Ad agosto 2013 è passato al Nest-Sotra, compagine all'epoca militante in 2. divisjon. Il 7 settembre ha esordito in squadra, realizzando anche una doppietta nella vittoria per 1-3 arrivata sul campo del Viking 2. In quella stessa stagione, la squadra ha centrato la promozione in 1. divisjon.
Il 15 agosto 2015 ha fatto ritorno al Brann, nel frattempo retrocesso in 1. divisjon, a cui si è legato con un contratto valido fino al 31 dicembre 2017. Il 17 agosto ha giocato quindi la prima partita, schierato titolare nello 0-0 arrivato sul campo del Sogndal. Il 14 settembre ha segnato una rete nel 5-1 inflitto al Fredrikstad. Ha contribuito alla promozione del club in Eliteserien, arrivata in quella stessa annata.
Il 20 marzo 2016 ha pertanto debuttato nella massima divisione locale, subentrando a Daniel Braaten nel pareggio per 0-0 arrivato in casa contro l'Odd. Il 7 maggio successivo ha segnato il primo gol, determinando la vittoria per 1-0 sullo Start. Il 20 dicembre 2016 ha prolungato il contratto che lo legava al club, fino al 31 dicembre 2019.
Il 16 agosto 2017 è passato allo Start con la formula del prestito. Il 17 agosto è tornato a calcare i campi della 1. divisjon, venendo schierato titolare nella vittoria per 1-2 in casa dell'Ullensaker/Kisa: è stato autore di una rete in favore della sua squadra. Ha contribuito alla promozione dello Start, arrivata in quell'annata.
È tornato al Brann per il campionato 2018, mettendo a referto 9 reti in 28 presenze di campionato.
Il 21 gennaio 2019 si è trasferito al Sarpsborg 08, a cui si è legato con un accordo quadriennale. Il 31 marzo ha giocato la prima partita con la nuova maglia, schierato titolare nel pareggio per 1-1 contro il Molde. Il 15 luglio ha trovato il primo gol in campionato, nel 3-3 in casa dello Stabæk.
Il 6 giugno 2020 ha fatto ritorno allo Start, sempre con la formula del prestito.
Il 23 agosto 2021 è passato al Sogndal, sempre in prestito.
Il 31 agosto 2023, Lie Skålevik è stato tesserato dall'Åsane: ha firmato un contratto valido fino al 31 dicembre 2025.

## Statistiche

### Presenze e reti nei club
Statistiche aggiornate al 31 agosto 2023.
| Stagione            | Club                | Campionato          | Campionato | Campionato | Coppe nazionali | Coppe nazionali | Coppe nazionali | Coppe continentali | Coppe continentali | Coppe continentali | Supercoppe | Supercoppe | Supercoppe | Totale | Totale |
| Stagione            | Club                | Comp                | Pres       | Reti       | Comp            | Pres            | Reti            | Comp               | Pres               | Reti               | Comp       | Pres       | Reti       | Pres   | Reti   |
| ------------------- | ------------------- | ------------------- | ---------- | ---------- | --------------- | --------------- | --------------- | ------------------ | ------------------ | ------------------ | ---------- | ---------- | ---------- | ------ | ------ |
| 2010                | Sotra               | 3D                  | ?          | ?          | CN              | ?               | ?               | -                  | -                  | -                  | -          | -          | -          | ?      | ?      |
| 2011                | Sotra               | 3D                  | ?          | ?          | CN              | ?               | ?               | -                  | -                  | -                  | -          | -          | -          | ?      | ?      |
| Totale Sotra        | Totale Sotra        | Totale Sotra        | ?          | ?          |                 | ?               | ?               |                    | -                  | -                  |            | -          | -          | ?      | ?      |
| gen.-ago. 2013      | Brann               | ES                  | 0          | 0          | CN              | 0               | 0               | -                  | -                  | -                  | -          | -          | -          | 0      | 0      |
| ago.-dic. 2013      | Nest-Sotra          | 2D                  | 6          | 5          | CN              | -               | -               | -                  | -                  | -                  | -          | -          | -          | 6      | 5      |
| 2014                | Nest-Sotra          | 1D                  | 29         | 12         | CN              | 2               | 2               | -                  | -                  | -                  | -          | -          | -          | 31     | 14     |
| gen.-ago. 2015      | Nest-Sotra          | 1D                  | 18         | 10         | CN              | 2               | 0               | -                  | -                  | -                  | -          | -          | -          | 20     | 10     |
| Totale Nest-Sotra   | Totale Nest-Sotra   | Totale Nest-Sotra   | 53         | 27         |                 | 4               | 2               |                    | -                  | -                  |            | -          | -          | 57     | 29     |
| ago.-dic. 2015      | Brann               | 1D                  | 11         | 3          | CN              | -               | -               | -                  | -                  | -                  | -          | -          | -          | 11     | 3      |
| 2016                | Brann               | ES                  | 18         | 6          | CN              | 1               | 0               | -                  | -                  | -                  | -          | -          | -          | 19     | 6      |
| gen.-ago. 2017      | Brann               | ES                  | 8          | 0          | CN              | 3               | 2               | UEL                | 2                  | 0                  | SN         | 1          | 0          | 14     | 2      |
| ago.-dic. 2017      | Start               | 1D                  | 11         | 10         | CN              | -               | -               | -                  | -                  | -                  | -          | -          | -          | 11     | 10     |
| 2018                | Brann               | ES                  | 28         | 9          | CN              | 1               | 0               | -                  | -                  | -                  | -          | -          | -          | 29     | 9      |
| Totale Brann        | Totale Brann        | Totale Brann        | 65         | 18         |                 | 5               | 2               |                    | 2                  | 0                  |            | 1          | 0          | 73     | 20     |
| 2019                | Sarpsborg 08        | ES                  | 21         | 1          | CN              | 3               | 1               | -                  | -                  | -                  | -          | -          | -          | 24     | 2      |
| 2020                | Start               | ES                  | 21         | 1          | -               | -               | -               | -                  | -                  | -                  | -          | -          | -          | 21     | 1      |
| Totale Start        | Totale Start        | Totale Start        | 32         | 11         |                 | -               | -               |                    | -                  | -                  |            | -          | -          | 32     | 11     |
| gen.-ago. 2021      | Sarpsborg 08        | ES                  | 8          | 1          | CN              | 4               | 2               | -                  | -                  | -                  | -          | -          | -          | 12     | 3      |
| ago.-dic. 2021      | Sogndal             | 1D                  | 13+1       | 3+0        | CN              | 0               | 0               | -                  | -                  | -                  | -          | -          | -          | 0      | 0      |
| 2022                | Sarpsborg 08        | ES                  | 26         | 5          | CN              | 2               | 1               | -                  | -                  | -                  | -          | -          | -          | 27     | 6      |
| gen.-ago. 2023      | Sarpsborg 08        | ES                  | 15         | 1          | CN              | 3               | 1               | -                  | -                  | -                  | -          | -          | -          | 18     | 2      |
| Totale Sarpsborg 08 | Totale Sarpsborg 08 | Totale Sarpsborg 08 | 70         | 8          |                 | 9               | 4               |                    | -                  | -                  |            | -          | -          | 124    | 20     |
| ago.-dic. 2023      | Åsane               | 1D                  | 0          | 0          | CN              | -               | -               | -                  | -                  | -                  | -          | -          | -          | 0      | 0      |
| Totale              | Totale              | Totale              | 233+1+     | 66+0+      |                 | 21+             | 9+              |                    | 2                  | 0                  |            | 1          | 0          | 257+   | 75+    |